# 哈特貝格格拉本河
48°57′06″N 12°40′32″E / 48.951548°N 12.675664°E
哈特貝格格拉本河是德國的河流，位於該國東南部，由巴伐利亞負責管轄，屬於梅納赫河的右支流，河道全長1.6公里，流域面積2.1平方公里。